# Séitifla
Séitifla (chef-lieu de sous-préfecture) est une localité de l'ouest de la Côte d'Ivoire et appartenant au département de Vavoua, dans la Région du Haut-Sassandra. La localité de Seïtifla est un chef-lieu de sous-préfecture du même nom. Elle est à 30 km du chef-lieu de département qui est Vavoua.
Ce chef-lieu.
Le potentiel économique est énorme du faite de nombreuses activités : production et vente des cultures de rente telles que le cacao, le café, la noix de cajou, l'hevea et le coton. Les activités liées à la culture vivrière sont importantes également avec l'arachide, la banane plantain, le riz et l'igname. De nombreux opérateurs économiques et artisans y exercent leurs activités économiques.
Seïtifla dispose d'infrastructures socio-économiques de base telles que : un centre de santé urbain (CSU), un marché permanent, un collège moderne, un groupe scolaire, un château d'eau, une inspection d'enseignement primaire et un poste des gardes des eaux et forêts. Sur l'ensemble du périmètre communale notamment à Minoré et Vaafla, il y a également deux gros marchés permanents, trois collèges privés, plusieurs groupes scolaires, et deux centres de santé communautaire.
La localité de Seïtifla est le chef-lieu de la sous-préfecture constituée de 18 villages essentiels et de nombreux campements pour un ensemble de 109 252 habitants selon le RGPH 2021.